# Encalyptaceae
Encalyptaceae är en familj av bladmossor. Enligt Catalogue of Life ingår Encalyptaceae i ordningen Pottiales, klassen egentliga bladmossor, divisionen bladmossor och riket växter, men enligt Dyntaxa är tillhörigheten istället ordningen Encalyptales, klassen egentliga bladmossor, divisionen bladmossor och riket växter. Enligt Catalogue of Life omfattar familjen Encalyptaceae 48 arter. 
Kladogram enligt Catalogue of Life och Dyntaxa:
| Encalyptaceae | \| \| Bryobrittonia \| \| \| \| \| \| klockmossor \| \| \| \| |
|               | \| \| Bryobrittonia \| \| \| \| \| \| klockmossor \| \| \| \| |
|               | Bryobartramiaceae                                             |
|               |                                                               |
|               | Calymperaceae                                                 |
|               |                                                               |
|               | Pottiaceae                                                    |
|               |                                                               |
|               | Bryobrittonia                                                 |
|               |                                                               |
|               | klockmossor                                                   |
|               |                                                               |

|  | Bryobrittonia |
|  |               |
|  | klockmossor   |
|  |               |

## Bildgalleri

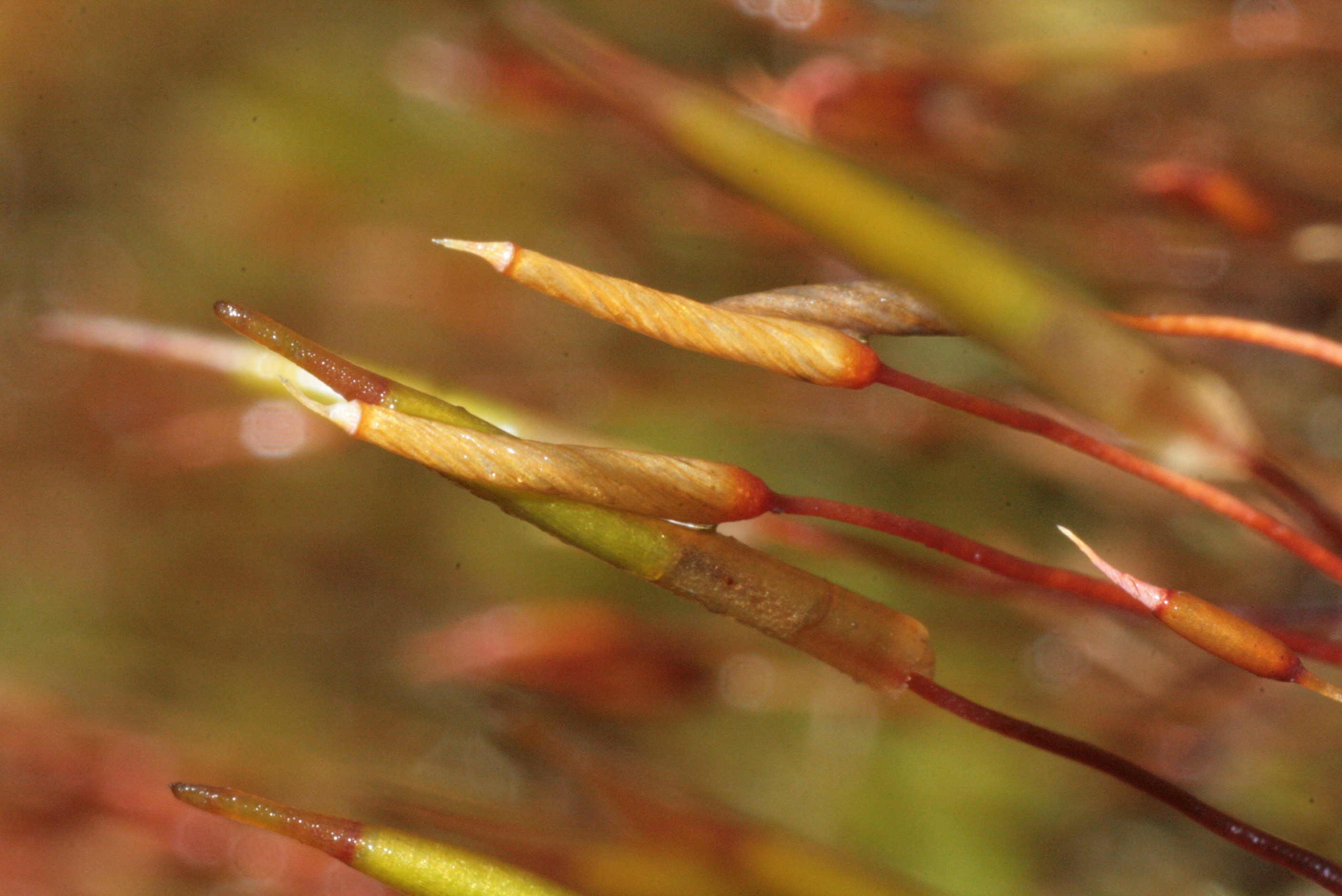
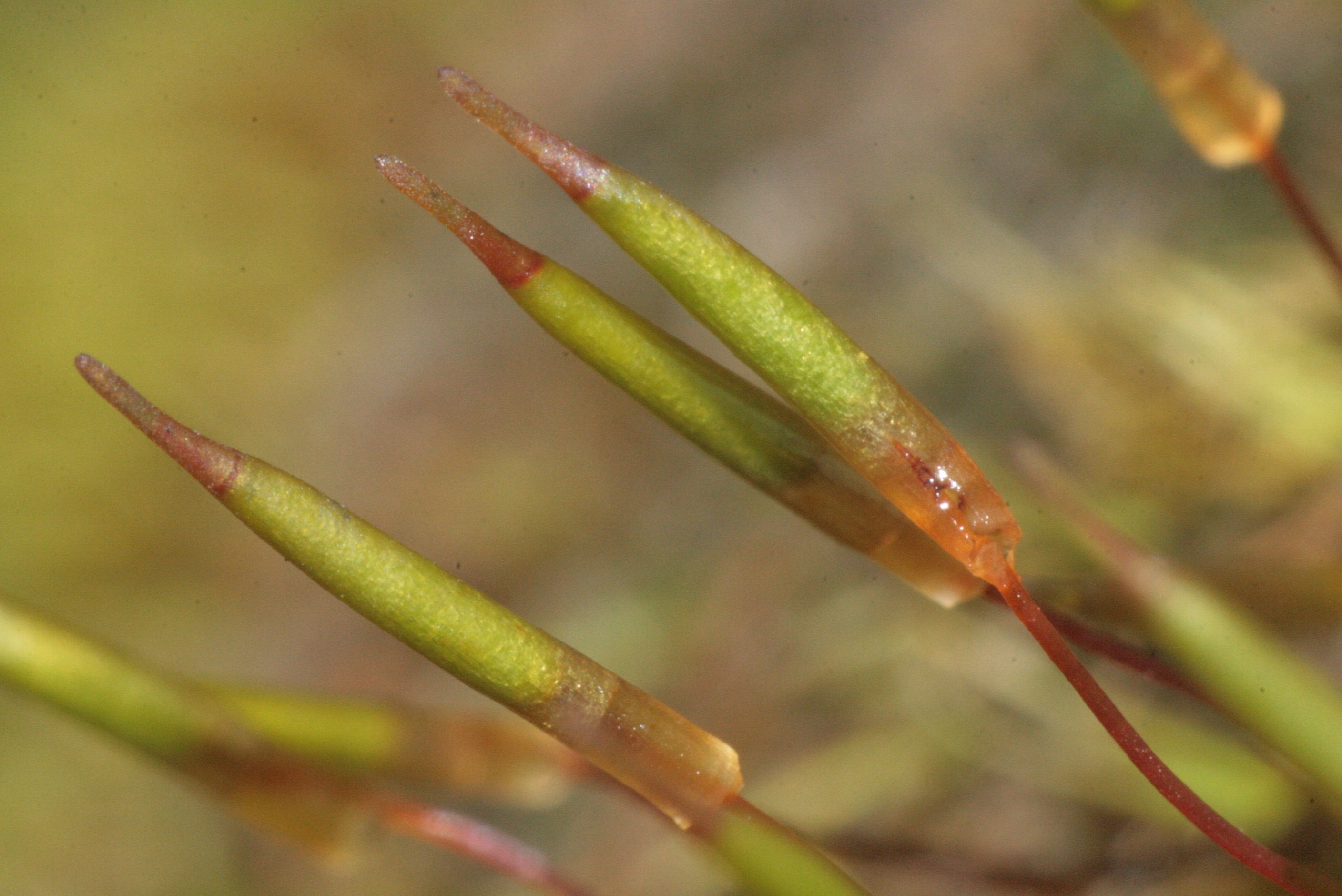
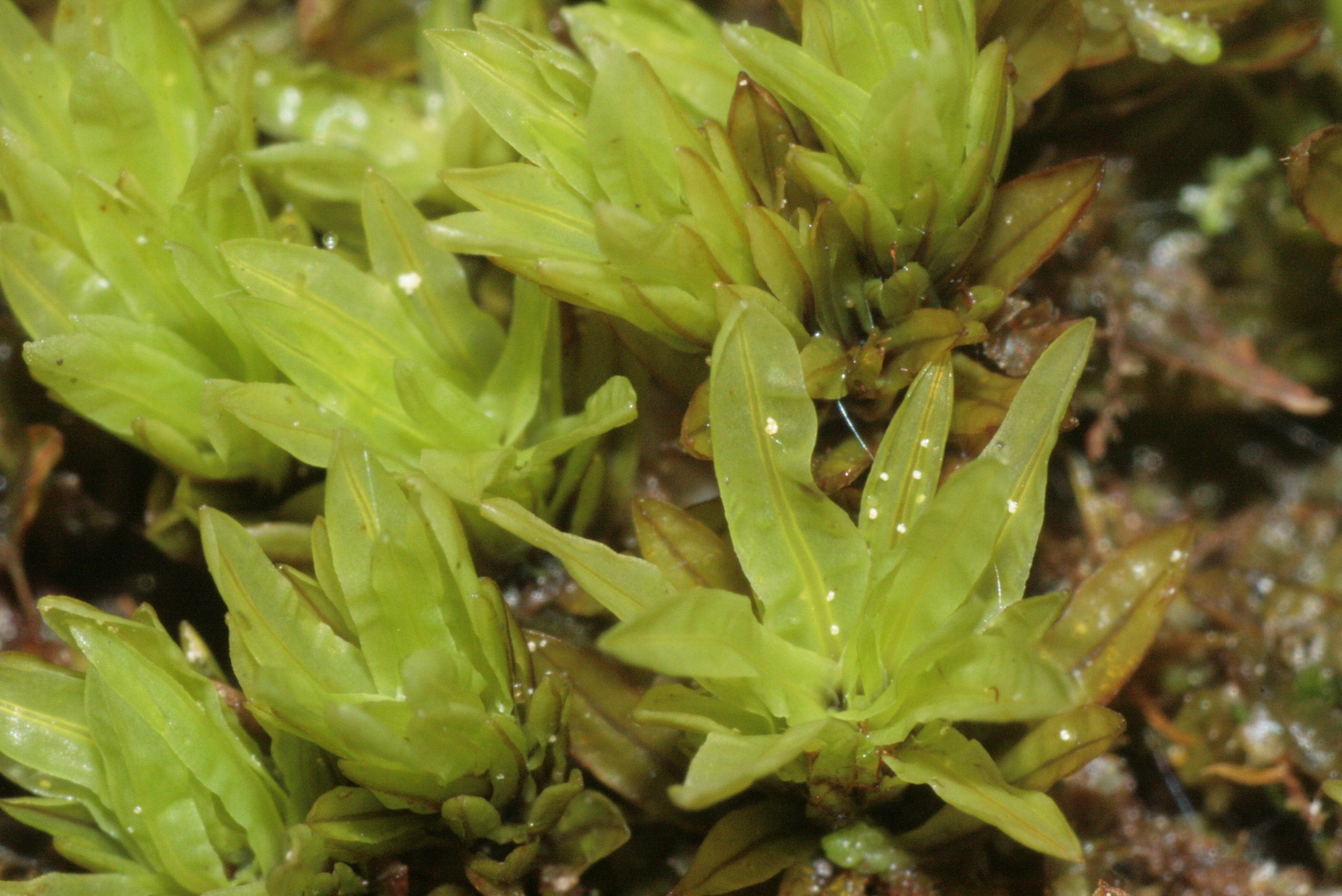
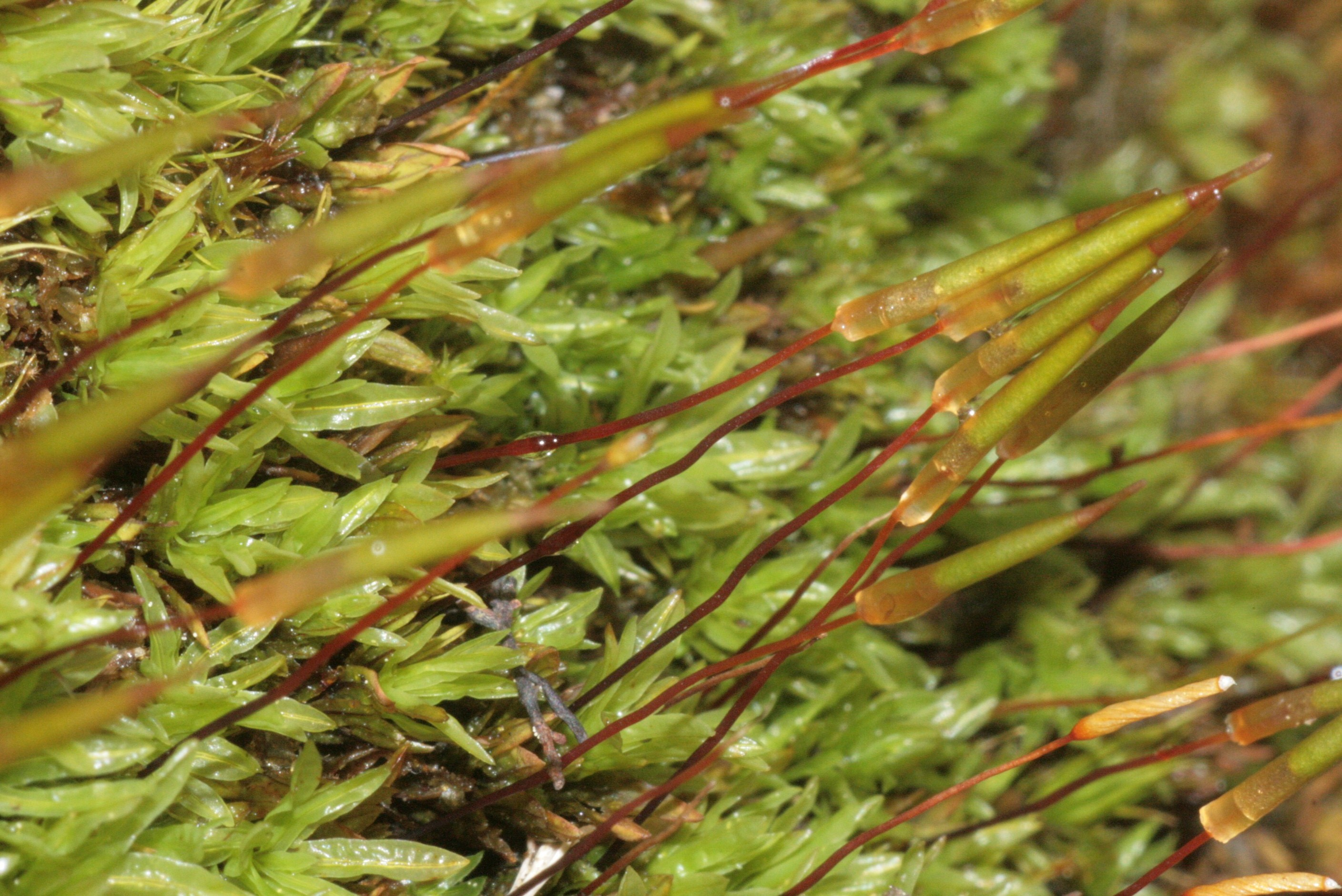
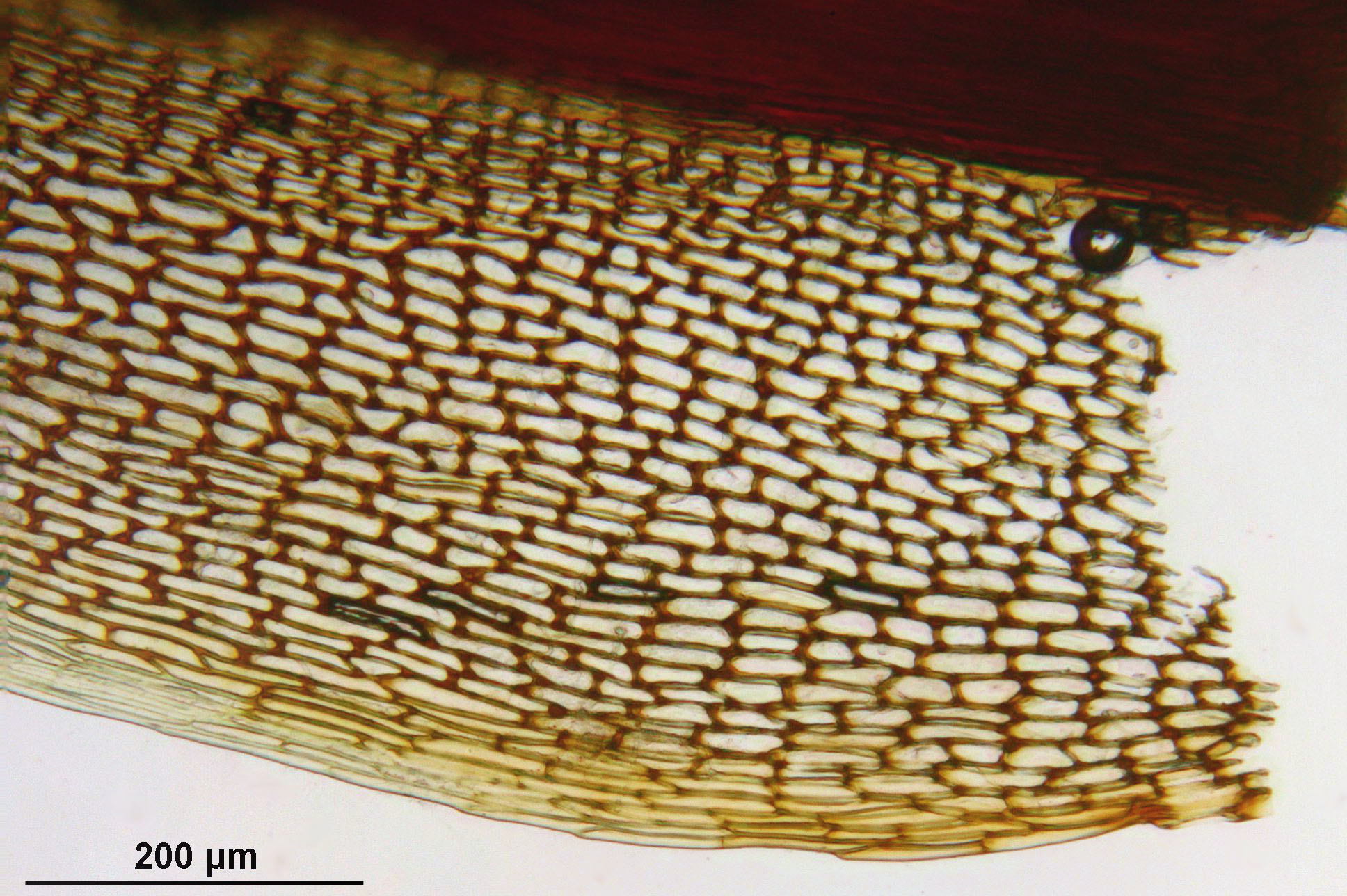
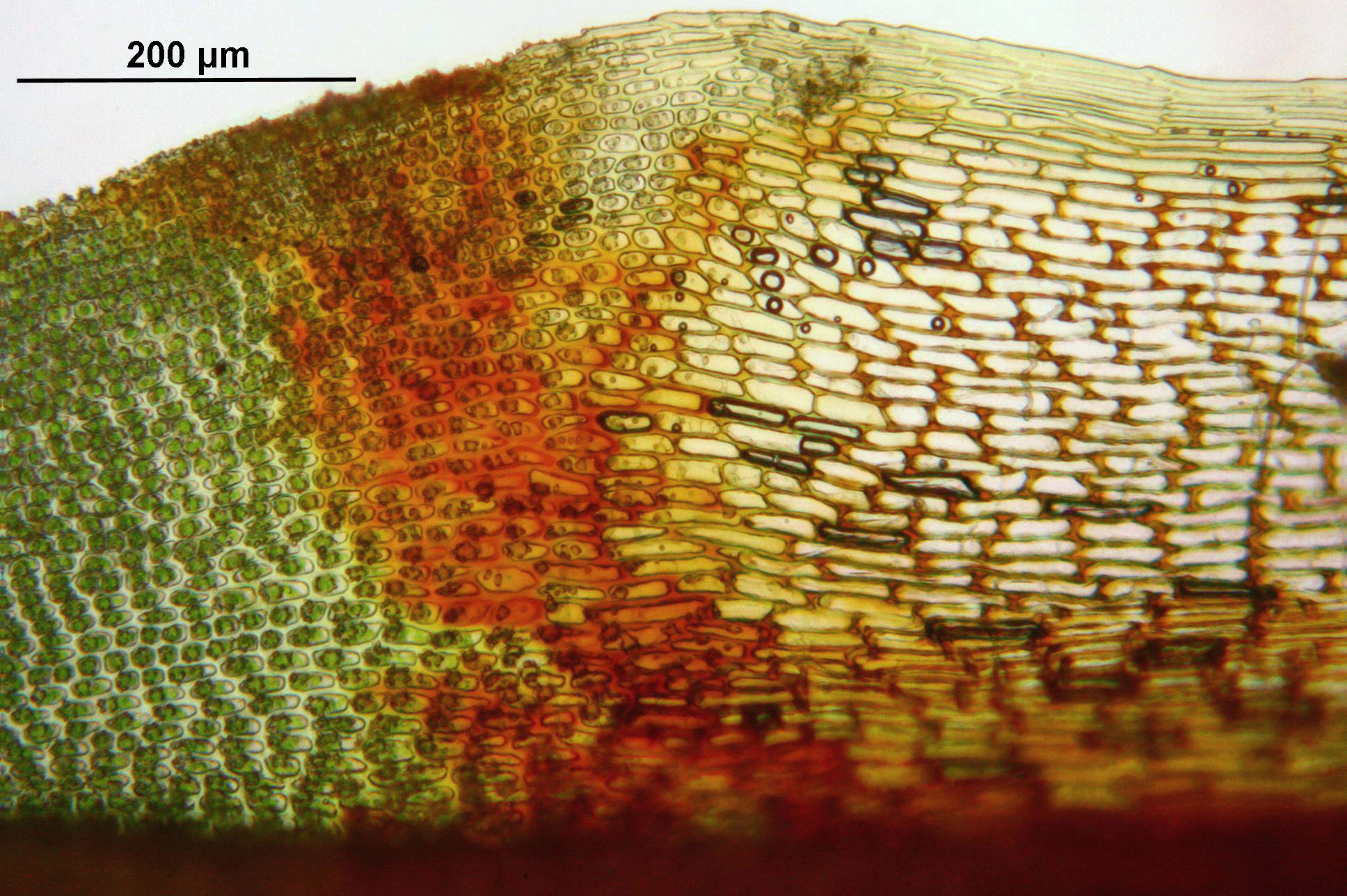